# Dona Flor (grupo musical)
Dona Flor é um grupo de Musica Popular Brasileira originário da cidade de Araraquara, no estado de São Paulo, formado em 2003. O grupo agrega na sua sonoridade elementos de Samba, Bossa nova, Baião, associados à elementos poéticos que fazem referências ao universo cultural Brasileiro. O grupo está radicado em Paris, capital da França, desde o ano de 2012.   O nome da banda rende homenagem ao romance Dona Flor e seus dois maridos, do escritor Bahiano Jorge Amado.

## História

### Origens
O grupo formou-se em 2003 na cidade de Araraquara, interior do estado de São Paulo, quando a vocalista Alessandra Cintra, o violonista Adilson Franzin e o percussionista Dado Mendes, todos eles estudantes universitários do curso de Letras da Unesp (campus Araraquara), resolvem montar um grupo musical para homenagear seus ídolos da MPB. Progressivamente a banda começa a aumentar sua agenda de shows, e registra um primeiro EP homônimo independente, composto por 8 canções autorais, com a produção de Fernando Galeane .

### Mudança para a França
No ano de 2012 os integrantes da banda mudam-se para Paris, dando continuidade ao trabalho musical que já desenvolviam anteriormente no Brasil. No final do mesmo ano, o percussionista Dado Mendes retorna ao Brasil por motivos pessoais, e a banda dá continuidade ao trabalho como um duo. A vocalista Alessandra Cintra inicia também um curso de Teoria Musical na Universidade Paris 8 Saint Denis. O duo continua suas atividades, realizando concertos em tradicionais casas locais de espetáculo especializadas em jazz e world music, como Le Baiser Salé, La Bellevilloise, Bab-Ilo, Cave du 38 Riv, La Barricade et Petit Théâtre du Bonheur, entre outros, contando com apoio de músicos convidados. 
Em Paris, a banda ampliou suas referências musicais, agregando elementos da música francesa, e também do jazz e do jazz-samba. Conhecem também inúmeros outros músicos brasileiros radicados na cidade, com quem têm a oportunidade de tocarem juntos e realizarem parcerias musicais. Gravam na cidade o single Voix de lumière, primeira composição do duo em língua francesa, com produção do percussionista brasileiro radicado na França, Silvano Michelino.
Em 2015 o grupo retornou ao Brasil para uma temporada durante a qual registrou as seções de gravação do primeiro álbum, intitulado "Outras margens", com turnê de lançamento prevista para se iniciar no ultimo trimestre do mesmo ano pela Europa.

## Estilo Musical
O grupo têm sua musicalidade baseada na MPB, agregando elementos de jazz, samba, pop e música regional brasileira. O grupo aponta como referências e influências musicais nomes como Dorival Caymmi, Tom Jobim, Gilberto Gil, Caetano Veloso, Djavan, Chico Buarque, João Bosco, entre outros.

## Discografia
- Dona Flor (EP) - 2011
- Voix de Lumière (single) - 2015
- Outras Margens (álbum) - 2015

## Integrantes
- Alessandra Cintra - Voz (2003-presente)
- Adilson Franzini - Violão e composições (2003-presente)
- Dado Mendes  - Percussão (2003-2012)